# Hans und Kurt Schmitt
Hans Schmitt (* 20. November 1924 in Saarbrücken; † 26. August 1995 ebenda) und Kurt Schmitt  (* 20. November 1924 in Saarbrücken; † 24. November 1992 ebenda) waren ein deutsches Klavierduo.

## Leben
Als Zwillingsbrüder geboren verband Hans und Kurt Schmitt zeitlebens das gemeinsame Wirken als Klavierduo, das seine Erfolge in den 1950er Jahren feierte. Daneben waren beide bis 1990 an der Musikhochschule des Saarlandes in Saarbrücken als Professoren für Klavier tätig.
Ihre musikalische Ausbildung erhielten Hans und Kurt Schmitt ab 1940 bei Fritz Griem. Daneben kamen sie auch in den Genuss, Walter Gieseking zuzuhören, der nach dem Zweiten Weltkrieg als Professor am Konservatorium in Saarbrücken, der Vorläuferin der späteren Musikhochschule des Saarlandes, tätig war.
Nach ersten Soloklavierabenden in den Jahren 1947 und 1948 in der Wartburg in Saarbrücken, die auch den Saarländischen Rundfunk damals beheimatete, folgte 1949 die Fortsetzung als Klavierduo. Der internationale Durchbruch gelang mit dem Gewinn eines Preises beim „4. Concorso Internazionale di Musica Gian Battista Viotti“ im Jahre 1953 in Vercelli (Italien). Es folgten Konzertreisen nach Cannes, Paris, Sofia, Plovdiv, Mailand, Rovereto. München (Studio für neue Musik), Bad Pyrmont (1954, Deutsches Tonkünstlerfest) und zu den Europäischen Wochen in Passau (1955).
Musikalisch stand zwar immer noch die Zusammenarbeit mit Dr. Rudolf Michl, dem Leiter des Sinfonie-Orchesters des Saarländischen Rundfunks, im Vordergrund, doch zeichnete sich mit ihrer Promotion zum Dr. phil. im Jahre 1965 als Abschluss ihres musikwissenschaftlichen Studiums an der Universität des Saarlandes bei Joseph Müller-Blattau bereits eine Fortsetzung der beruflichen Karriere als Professoren an der Musikhochschule des Saarlandes ab (1968). Ihre Freundschaft mit dem Chopin-Interpreten Jean Micault dokumentiert sich in einer abschließenden Aufnahme aus dem Jahre 1990.

## Repertoire
Das Repertoire reichte von Johann Sebastian Bach bis Zimmermann. Allerdings galt die Vorliebe der beiden Musiker den klassischen Meistern Bach und Wolfgang Amadeus Mozart. Hervorzuheben sind das Konzert C-Dur für 2 Klaviere BWV 1061a von Johann Sebastian Bach und das Konzert Es-Dur für zwei Klaviere und Orchester KV 365 von Wolfgang Amadeus Mozart (mit der virtuosen Reinecke-Kadenz) sowie auch das Konzert F-Dur KV 242 mit ihrem Lehrer Fritz Griem am dritten Klavier. Hans und Kurt Schmitt interpretierten Werke von Ferruccio Busoni, Johannes Brahms, Frédéric Chopin, Claude Debussy, Edvard Grieg, Paul Hindemith, Darius Milhaud, Sergei Wassiljewitsch Rachmaninow, Carl Orff, Max Reger und Igor Strawinski. Sie schreckten jedoch auch nicht vor den von den Rundfunkanstalten geforderten Werken von Paul Arma, Gerd Boder, Pierre Boulez, Hugo Distler, Anton Heiller, Hans Werner Henze, Heinrich Konietzny, Clemens Kremer, Bruno Maderna, Olivier Messiaen, Joseph Robbone, Karl Thieme, Anton von Webern und Bernd Alois Zimmermann zurück.

## Aufnahmen

### Schallplatten
- J. S. Bach: Konzert C-Dur für 2 Klaviere BWV 1061a, W. A. Mozart: Konzert Es-Dur für 2 Klaviere und Orchester KV 365 mit dem Philharmonischen Staatsorchester Sofia unter Leitung von Constantin Ilief (Aufnahme 1957).
- Paul Arma: Sept Transparences für 2 Klaviere, Vereinigung der Freunde zeitgenössischer Musik, Saarbrücken (Aufnahme 1970).

### Rundfunkaufnahmen
Daneben existieren zahlreiche Aufnahmen bei den ARD-Rundfunkanstalten, hauptsächlich beim Saarländischen, Hessischen sowie Süddeutschen Rundfunk, bei ausländischen Anstalten in Basel, Radio Diffusion Française, Paris, Radio Nizza, Hilversum, Dublin, Sofia und im Vatikan.
Hervorzuheben sind folgende Aufnahmen:
- Sergej Rachmaninoff: Suite Nr. 2 op. 17 für 2 Klaviere (Aufnahme 1949)
- Johannes Brahms: Variationen op. 9 über ein Thema von Schumann (K. Schmitt, 1950)
- Hermann Reutter: Konzert Es-Dur für 2 Klaviere und Orchester in 1 Satz op. 63 (Aufnahme 1955)
- J. S. Bach: Goldberg-Variationen (K. Schmitt, 1966)
- Bruno Maderna: Konzert für 2 Klaviere und Instrumente (Studio 1 des SR, 13. April 1962)
- Olivier Messiaen: Preludes (K. Schmitt, 1967)
- Paul Hindemith: Ludus tonalis (H. Schmitt, 1969).

## Schriften
- Ferruccio Busoni als Pädagoge und Interpret der Bachschen Klavierwerke (Kurt Schmitt, Diss. 1965)
- Studien zur Geschichte und Stilistik des Satzes für zwei Klaviere zu vier Händen (Hans Schmitt, Diss. 1965).